# Who Shot Patakango?
Who Shot Patakango ? (conosciuto anche con il titolo Who Shot Pat?) è un film del 1989 diretto da Robert Brooks con Sandra Bullock e David Edwin Knight.